# Bungo (kanał)
Kanał Bungo (jap. 豊後水道 Bungo-suidō) – kanał morski oddzielający dwie japońskie wyspy: Kiusiu i Sikoku. Łączy on Ocean Spokojny i Morze Wewnętrzne Seto. Jego szerokość wynosi od 32 do 40 km.
Najwęższą częścią kanału jest cieśnina Hōyo, zwana także Hayasui, której szerokość wynosi 14 km. 
Kanał Bungo jest znany z filmu wojennego o okrętach podwodnych z 1958 pt.: Dramat w głębinach (ang. Run Silent, Run Deep).